# Puškarëva
L'isola Puškarëva o isola di Puškarëv (in russo: остров Пушкарёва, ostrov Puškarëva) è una delle isole Medvež’i, un gruppo di 6 isole nel mare della Siberia orientale, Russia. Amministrativamente appartiene al Nižnekolymskij ulus della Repubblica autonoma di Sacha-Jacuzia.

## Geografia
L'isola si trova 70 km a nord-est del continente, 150 km a nord della foce del fiume Kolyma. È l'isola più settentrionale del gruppo; 27 km ad ovest c'è l'isola Krestovskij e 6,5 km a sud l'isola Leont’eva; solo 2 km ad ovest c'è la piccola isola Andreeva. Puškarëva ha una forma allungata da nord a sud dove termina in una lunga penisola; ha 7,5 km di lunghezza e 2,7 km di larghezza. Sull'isola ci sono tre alture, a nord, al centro e a sud, rispettivamente di 87, 53 e 39 m s.l.m., sull'ultima c'è un faro.

## Storia
Come per le altre isole del gruppo, il primo europeo a registrarne e segnalarne l'esistenza fu l'esploratore cosacco Jakov Permjakov nel 1710. Nel 1769 i sottufficiali Ivan Leont'ev, Ivan Lysov e Aleksej Puškarëv che arrivarono alle Medvež'i su slitte trainate da cani, fecero una mappa abbastanza precisa delle isole; è con i loro nomi che sono state battezzate le isole.